# Widełka
Widełka – wieś w Polsce, położona w województwie podkarpackim, w powiecie kolbuszowskim, w gminie Kolbuszowa.

## Informacje ogólne

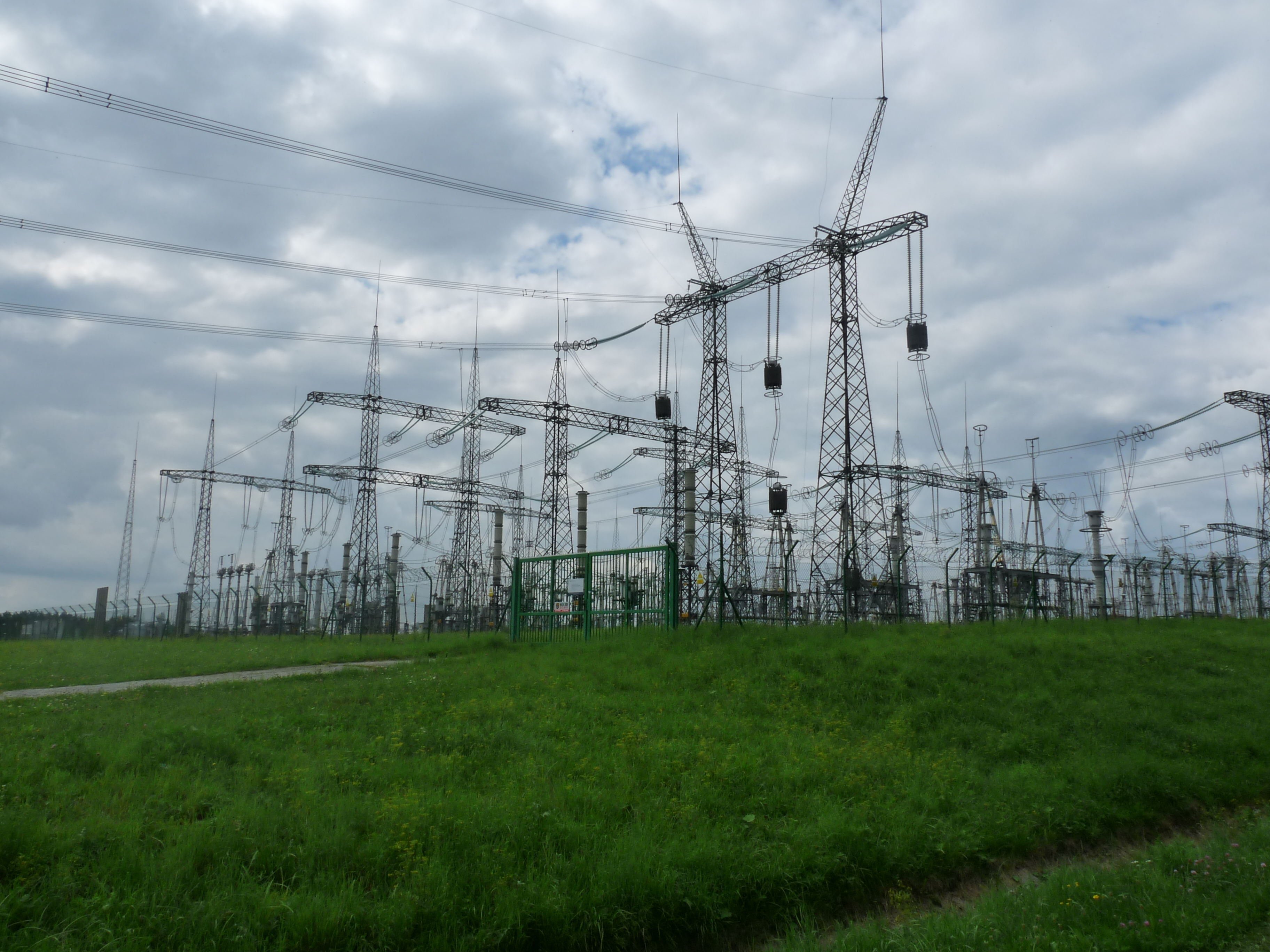
Fragment stacji elektroenergetycznej 750/400/110 kV „Rzeszów”

Wieś leży przy drodze międzynarodowej E371. Na linii kolejowej nr 71 prowadzącej z Rzeszowa do Tarnobrzega jest przystanek Widełka.
Była wsią królewską tenuty bratkowickiej w województwie sandomierskim w 1629 roku. W latach 1975–1998 miejscowość administracyjnie należała do województwa rzeszowskiego.
Wieś jest siedzibą parafii Matki Bożej Królowej Polski, należącej do dekanatu Głogów Małopolski, diecezji rzeszowskiej.
Na terenie wsi znajduje się jedyna w Polsce stacja elektroenergetyczna (rozdzielnia) 750 kV.

## Integralne części wsi
| SIMC    | Nazwa          | Rodzaj    |
| ------- | -------------- | --------- |
| 0652599 | Dworzysko      | część wsi |
| 0652607 | Dymarka        | część wsi |
| 0652613 | Leszcze        | część wsi |
| 0652620 | Majdan         | część wsi |
| 0652636 | Mała Widełka   | część wsi |
| 0652642 | Tatary         | część wsi |
| 0652659 | Wielka Widełka | część wsi |

## Sport
Na terenie wsi działa założony w 2000 Uczniowski Klub Sportowy „UKS Wilga Widełka” (piłka nożna), a także „UKS Start Widełka” (badminton). Od kwietnia 2012 funkcjonuje boisko, położone naprzeciwko szkoły, powstałe w ramach programu Orlik 2012.